# Бур (притока Іпеля)
Бур (словац. Búr) — річка, права притока Іпеля, в  окрузі Левиці.
Довжина — 23 км.
Витік знаходиться біля села Брхловце на висоті 200 метрів.
Впадає у Мияву при селі Кубаньово на висоті 116 метрів.